# Robert Zahornicky
Robert Zahornicky (* 1952 in Wien) ist ein österreichischer Künstler. Er arbeitet bevorzugt im Bereich Fotografie und lebt in Pressbaum.

## Leben und Wirken
Als eine der ersten Arbeiten Zahornickys entstand 1978 eine fotografische Dokumentation des Performance-Festivals in Wien. In den frühen 1980er-Jahren begann er mit ersten Schwarzweiß-Serien, die fotografisch Aktionen dokumentierten („Carnuntum – Carnac“, 1982, „Die letzte Reise der Venus von Willendorf“, 1984) oder Fragen zur Wahrnehmung stellten („Missing“, 1984) wie auch mit dokumentarischen Arbeiten („Bäume ohne Schatten“, 1985 und „Im Dunkel der Nacht Licht“, 1986/87). Zwischen 1985 und 1987 besuchte Zahornicky regelmäßig das Haus der Künstler in Gugging, wo er eigenwillige Porträts der Gugginger Künstler schuf. 1982 bis erfolgten 1986 Polaroid-Arbeiten („Puzzle“) zum Thema Kleidung und Rollenspiel.
Ab Mitte der 1990er-Jahre schuf er künstlerische Reflexionen zur Natur, welche insbesondere in seiner bis 2005 entstandenen Serie „Wildnis“ kulminierten, die ab 2013 als „Bonsai-Wildnisse“ wieder aufgenommen wurde. 1992 und 1993 „terraforming“, 1996 wurden Filmanfänge zu „Horizonten“ und ab 2001 Lochkameraarbeiten. Dazwischen Arbeiten mit Fotogrammen (auch Polaroid) und Auseinandersetzung mit Bibliotheken, Telefonbüchern und deren Dekonstruktion „Shredder“ (2000–2005), aber auch „Double Vision“ (2009–2011), wo zwei Bilder im Durchlicht zufällig aufeinander treffen und eine neue Bedeutung ergeben. Zuletzt entstanden die Serien „Lichtungen“ (2010–2012) und „Himmel“ (2012–2016).
Von 1993 bis 2008 werden zahlreiche akustische Arbeiten („Alitheia“ und „11 Heads Of Error“ 1993, „Die Welt von morgen“ 1995, „26“ und „Future Snack“ 2000, „Blind Photography“ 2002 und „Take the ‚A‘-Train“ 2008) für das Ö1-Kunstradio produziert.

## Preise und Stipendien
- Goldenes Ehrenzeichen für Verdienste um das Bundesland Niederösterreich (2017)
- Anerkennungs- (2004) und Würdigungspreis (2014) für Medienkunst – Fotografie des Landes NÖ
- Paris- (2004), New York- (2000/2001), London- (1996) und Romstipendium (1991) des Bundeskanzleramtes, Sektion Kunst, Staatsstipendium für künstlerische Fotografie (1994)

## Ausstellungen und Präsenz von Kunstwerken
- Galerie Johannes Faber, Künstlerhaus, Fotogalerie Wien, Leopold Museum, Österreichische Nationalbibliothek, alle Wien, Würth-Art Room, Museum Niederösterreich / NÖ Landesmuseum, St. Pölten, Museum der Moderne Salzburg / MdM Mönchsberg und Fotohof Salzburg, Museum für Gegenwartskunst Stift Admont, Aldrich Museum of Contemporary Art, Ridgefield, Connecticut, Viennafair, Art Basel, Art Cologne.

## Eigene Publikationen
- Spuren | Traces. Verlag der Münchener Secession, 2012
- Wildnis – Wilderness. Galerie Johannes Faber, Wien 2002
- Art This Way. Steinverlag, Hartwig Knack, 2017
- POLAROID POEMS. mit Texten von Elisabeth Voggeneder und Uwe Schögl. Salzburg: FOTOHOF edition, 2020, ISBN 978-3-902993-85-4.